# Hiidensaari (ö i Södra Savolax, Pieksämäki)
Hiidensaari är en ö i Finland. Den ligger i sjön Syysjärvi och i kommunen Jockas i den ekonomiska regionen  Pieksämäki ekonomiska region  och landskapet Södra Savolax, i den södra delen av landet, 220 km nordost om huvudstaden Helsingfors. Öns area är 3,2 hektar och dess största längd är 410 meter i sydöst-nordvästlig riktning.